# Jean Poiret
Pour les articles homonymes, voir Poiret.
Jean Poiret est un acteur, humoriste, metteur en scène, auteur, scénariste et réalisateur français, né le 17 août 1926 à Paris et mort le 14 mars 1992 à Suresnes (Hauts-de-Seine).

## Biographie

### Jeunesse
Jean Poiret - Jean-Gustave Poiré pour l'état civil - naît le 17 août 1926 au 22 rue de la Tombe-Issoire dans le 14e arrondissement de Paris,. Il est le fils unique de Georges Louis Poiré (1887-1953), ouvrier-verrier, et d’Anne-Marie Maistre (1889-1981), aide-comptable. Il passe son enfance à Villejuif (alors département de la Seine).

### Carrière

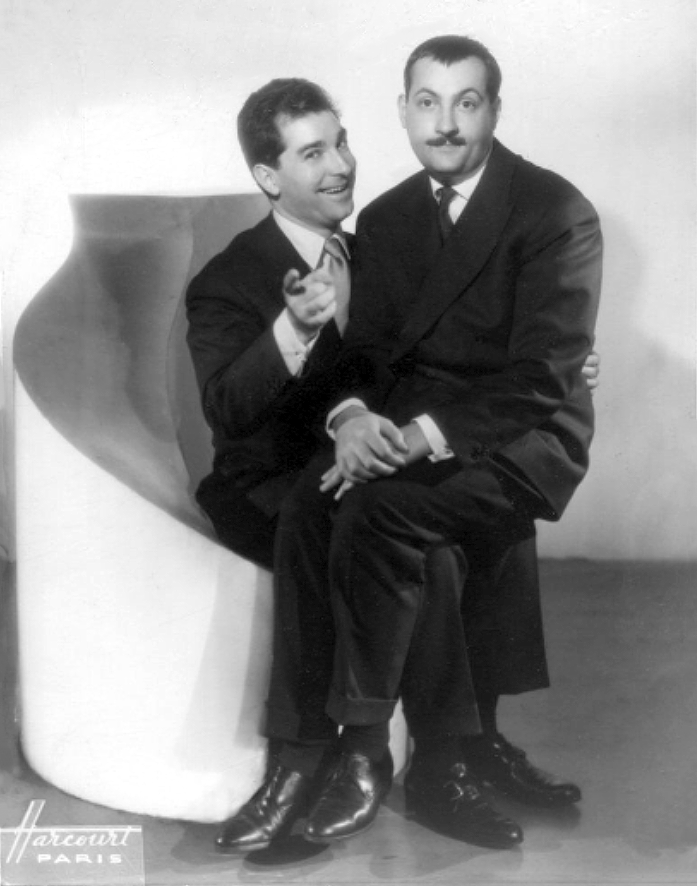
Le duo en 1954 avec sur ses genoux, son comparse Michel Serrault.

Après des études à l'école de la rue Blanche, il participe au feuilleton radiophonique de Pierre Dac et Francis Blanche Malheur aux barbus diffusé du 15 octobre 1951 au 19 juin 1952 et dans lequel il incarne le personnage de « Fred transport ». Il y rencontre Michel Serrault, avec lequel il formera un duo inoubliable durant des années.
Au cinéma, il débute dans Les Trois Mousquetaires d’André Hunebelle, en 1953. Mais c’est en 1955 dans Cette sacrée gamine, aux côtés de Brigitte Bardot et Michel Serrault, qu’il se fait connaître du public. Il tournera avec les plus grands : Sacha Guitry, Jean-Pierre Mocky, Michel Boisrond, François Truffaut, Claude Chabrol ou encore Claude Pinoteau.

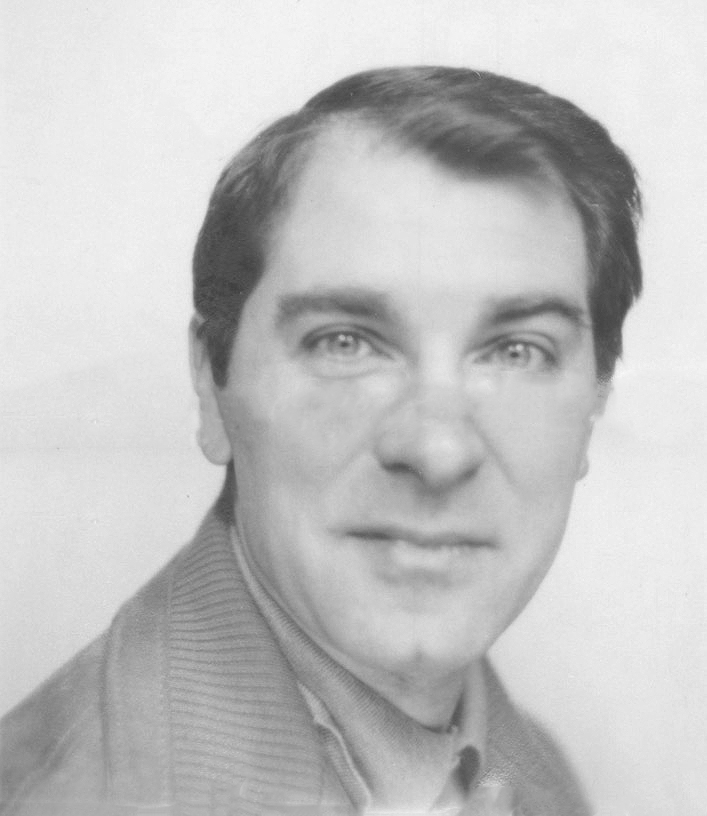
Jean Poiret en 1959, photo d'identité (Sacem).

Il enchaîne les tournages, notamment avec Jean-Pierre Mocky, dans Un drôle de paroissien, La Grande Frousse ou encore Le Miraculé en 1987, où il partage pour la dernière fois la vedette avec Michel Serrault. Apparaissant principalement dans les comédies mineures, on retiendra néanmoins ses prestations dans des films à succès : Le Mur de l’Atlantique, La Gueule de l’autre, La Septième Cible aux côtés de Lino Ventura ou Le Dernier Métro.

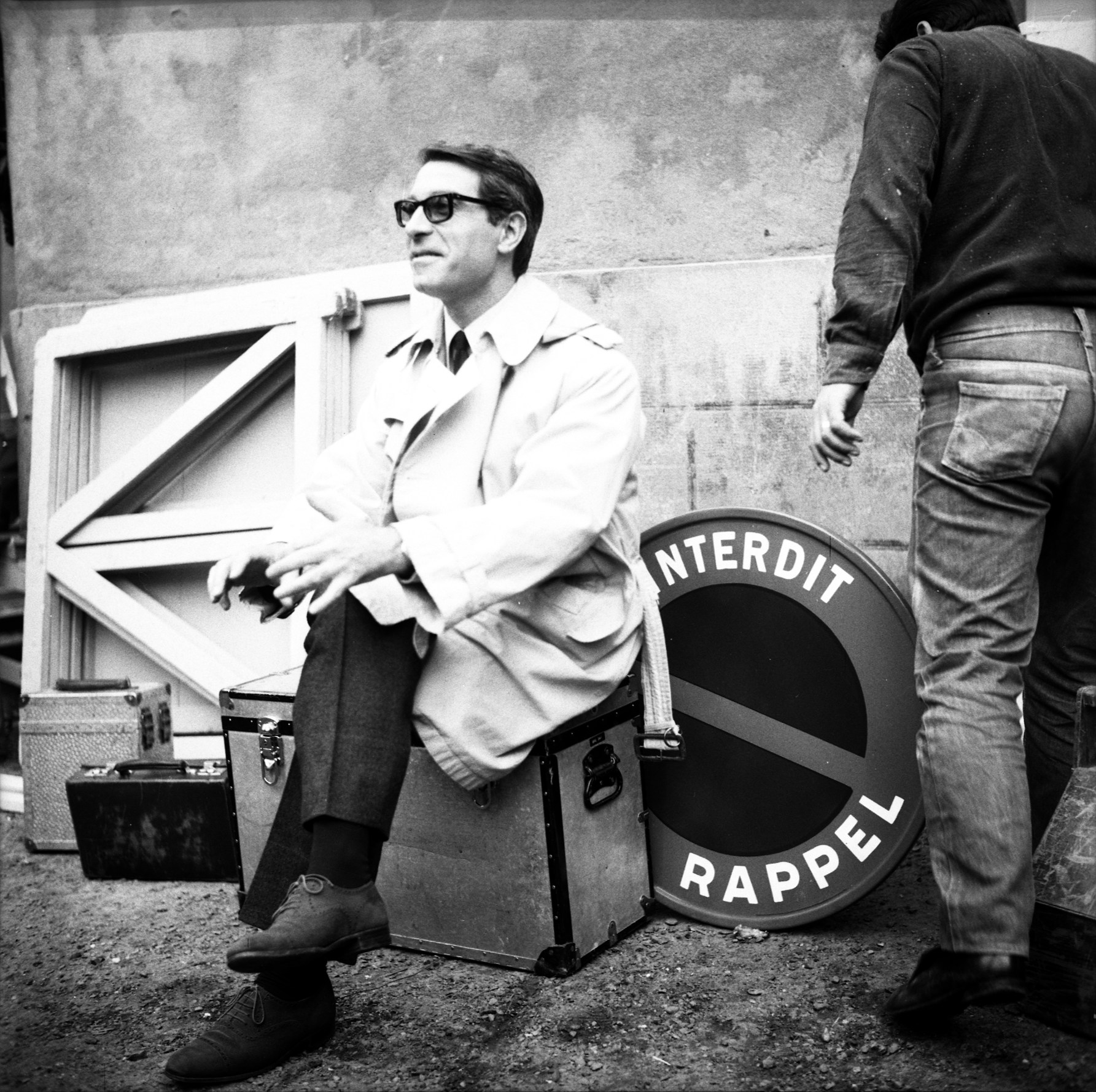
Jean Poiret en 1963 sur le tournage d'un film de Jean-Pierre Mocky.

En 1985, Claude Chabrol lui offre le premier rôle dans deux films : Poulet au vinaigre et Inspecteur Lavardin, qui feront l’objet d’une adaptation pour la télévision.
Pour son premier et dernier passage derrière la caméra, il adapte un roman d’Alexandre Jardin, Le Zèbre, dans lequel il met en scène son épouse Caroline Cellier et Thierry Lhermitte. Il meurt trois mois avant la sortie du film.

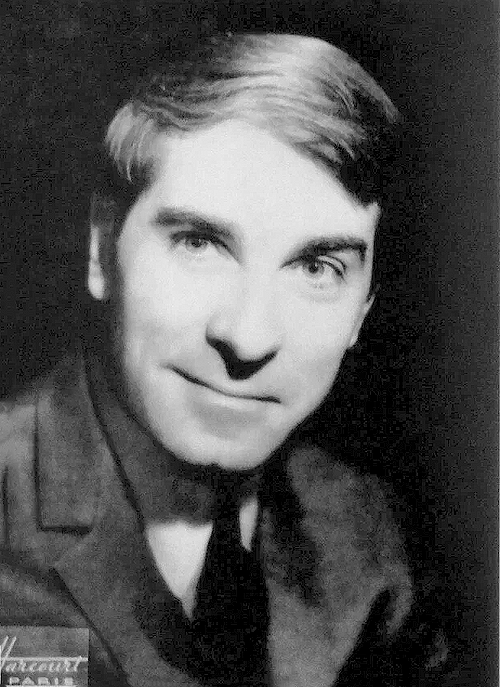
Jean Poiret en 1968 (Studio Harcourt).

À la fin de sa carrière, il apparaît dans des comédies, Les Saisons du plaisir, Une nuit à l’Assemblée nationale ou encore Lacenaire, l’un de ses derniers rôles majeurs.
Grande figure du théâtre de boulevard, il écrit et interprète plusieurs pièces à succès, dont les plus connues sont La Cage aux folles, Joyeuses Pâques et Le Canard à l’orange.

### Mort
Alors qu'il avait pour projet de reprendre en 1993 La Cage aux folles avec Michel Serrault pour une série de cent représentations, Jean Poiret meurt le 14 mars 1992 d’une crise cardiaque à l’hôpital Foch de Suresnes, à 65 ans,. 
De nombreuses personnalités du monde du spectacle assistent à ses funérailles en l'église Saint-Honoré-d'Eylau, avenue Raymond-Poincaré avant son inhumation au cimetière du Montparnasse (division 4).

### Vie privée

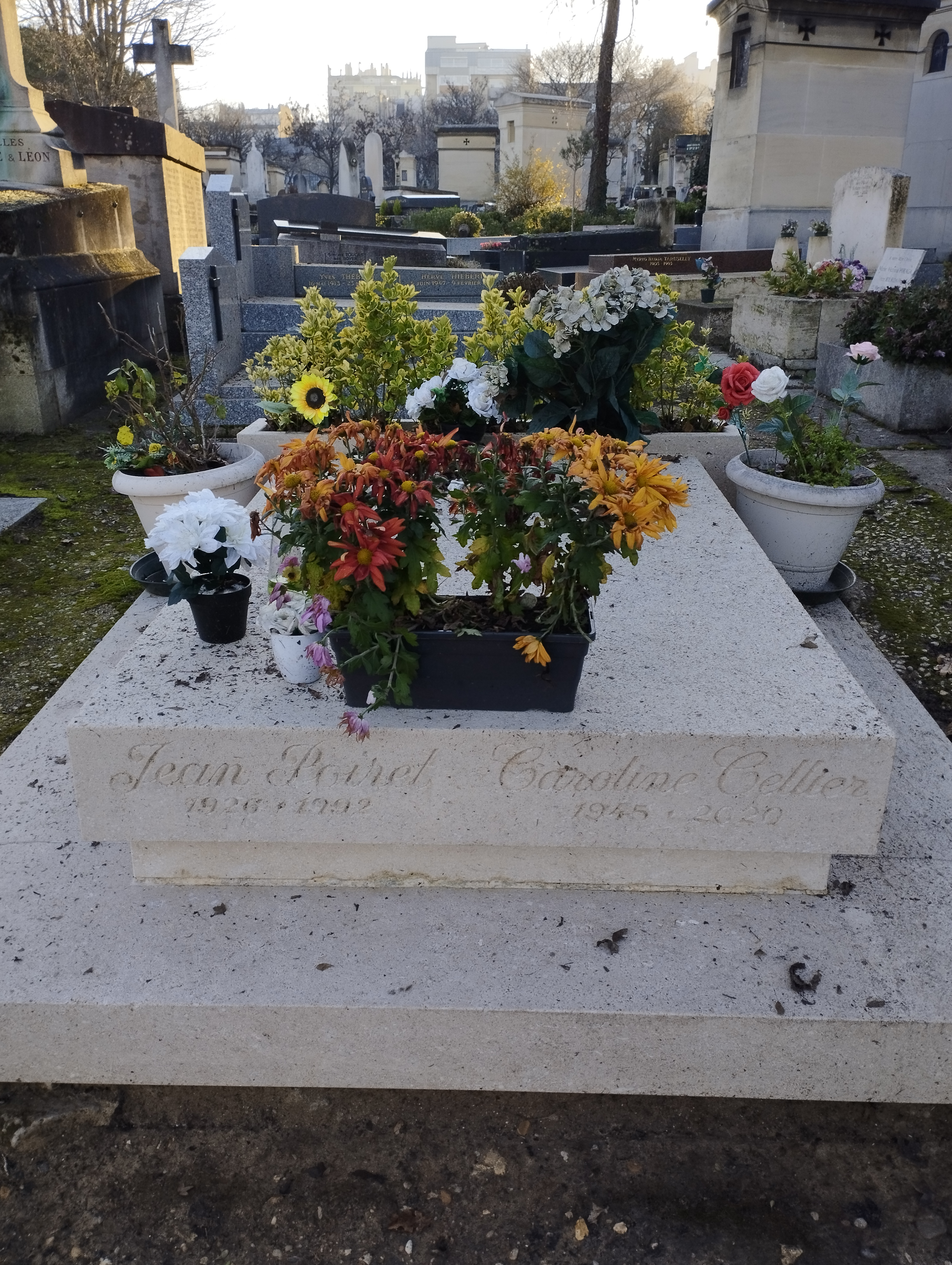
Tombe de Jean Poiret et Caroline Cellier au cimetière du Montparnasse (division 4).

Jean Poiret épouse en premières noces Françoise Dorin (1928-2018). Le couple a une fille, Sylvie, née en 1960 et qui épousera Mathieu Mitsinkidès, fils adoptif de Danielle Darrieux et Georges Mitsinkidès. Ils auront deux enfants, Thomas et Julien.
À partir de 1965, il partage sa vie avec Caroline Cellier (1945-2020) avec laquelle il a un fils, Nicolas, en 1978. Ils se marient en 1989 à la mairie du 16e arrondissement de Paris. 

## Théâtre

### En tant qu'acteur
- 1944 : À cheval sur la mer - L'Ombre de la ravine de John Millington Synge, mise en scène André Brut, théâtre Gustave-Doré
- 1946 : Le Dépit amoureux de Molière, mise en scène d'Yves Jedvabe, théâtre Moncey
- 1955 : L’Ami de la famille de Jean Sommet, mise en scène Bernard Blier, Comédie-Caumartin
- 1958 : Monsieur Masure de Claude Magnier, mise en scène Claude Barma, théâtre des Célestins
- 1959 : Le Train pour Venise de Louis Verneuil et Georges Berr, mise en scène Jacques Charon, théâtre Michel
- 1961 : La Coquine d’André Roussin, mise en scène Jean Meyer, théâtre du Palais-Royal
- 1963 : Sacré Léonard de Jean Poiret et Michel Serrault, mise en scène André Puglia, théâtre Fontaine
- 1964 : Fleur de cactus de Pierre Barillet et Jean-Pierre Gredy, mise en scène Jacques Charon, théâtre des Bouffes-Parisiens
- 1966 : Opération Lagrelèche de Jean Poiret et Michel Serrault, théâtre Fontaine
- 1969 : Les Grosses Têtes de Jean Poiret et Michel Serrault, mise en scène Jean Poiret et René Dupuy, théâtre de l’Athénée
- 1969 : Le Vison voyageur de Ray Cooney et John Chapman, mise en scène Jacques Sereys, théâtre du Gymnase
- 1970 : Douce-amère de Jean Poiret, mise en scène Jacques Charon, théâtre de la Renaissance
- 1971 : Le Canard à l’orange de William Douglas-Home, mise en scène Pierre Mondy, théâtre du Gymnase
- 1973 : La Cage aux folles de Jean Poiret, mise en scène Pierre Mondy, théâtre du Palais-Royal
- 1980 : Joyeuses Pâques de Jean Poiret, mise en scène Pierre Mondy, théâtre du Palais-Royal
- 1983 : Joyeuses Pâques de Jean Poiret, mise en scène Pierre Mondy, théâtre Édouard-VII
- 1986 : Les Clients de Jean Poiret, mise en scène Bernard Murat, théâtre Édouard-VII
- 1991 : Rumeurs de Neil Simon, adaptation Jean Poiret, mise en scène Pierre Mondy, théâtre du Palais-Royal

### En tant qu'auteur
- 1963 : Sacré Léonard avec Michel Serrault, théâtre Fontaine
- 1966 : Opération Lagrelèche avec Michel Serrault, théâtre Fontaine
- 1969 : Les grosses têtes avec Michel Serrault, théâtre de l’Athénée
- 1970 : Douce-amère, théâtre de la Renaissance
- 1972 : Il était une fois l’opérette, revue musicale co-écrite avec Dominique Tirmont, théâtre du Palais-Royal
- 1973 : La Cage aux folles, théâtre du Palais-Royal
- 1974 : L'Impromptu de Marigny, Comédie-Française
- 1977 : Féfé de Broadway, mise en scène Pierre Mondy, théâtre des Variétés
- 1980 : Joyeuses Pâques, théâtre du Palais-Royal
- 1985 : Tailleur pour dames de Georges Feydeau, mise en scène Bernard Murat, théâtre des Bouffes-Parisiens - en tant qu'adaptateur
- 1986 : Les Clients, théâtre Édouard-VII
- 1987 : C'est encore mieux l'après-midi de Ray Cooney, mise en scène Pierre Mondy, théâtre des Variétés - en tant qu'adaptateur
- 1989 : La Présidente de Maurice Hennequin et Pierre Veber, mise en scène Pierre Mondy, théâtre des Variétés - en tant qu'adaptateur
- 1990 : Trois partout de Ray Cooney et Tony Hilton, mise en scène Pierre Mondy, théâtre des Variétés - en tant qu'adaptateur
- 1991 : Rumeurs de Neil Simon, mise en scène Pierre Mondy, avec Pierre Mondy, Jean Poiret, théâtre du Palais-Royal - en tant qu'adaptateur
- 1992 : Sans rancune de Sam Bobrick et Ron Clark, mise en scène Pierre Mondy, théâtre du Palais-Royal - en tant qu'adaptateur

### En tant que metteur en scène
- 1985 : L'âge de Monsieur est avancé de Pierre Étaix, Comédie des Champs-Élysées

## Filmographie

### Cinéma
- 1950 : Brune ou Blonde, court-métrage de Jacques Garcia
- 1951 : Pour vous, Mesdames, court-métrage de Jacques Garcia
- 1953 : Les Trois Mousquetaires d’André Hunebelle : un garde du cardinal
- 1953 : Le Gang des pianos à bretelles ou Gangsters en jupons de Gilles A. de Turenne : le présentateur du cabaret
- 1955 : Cette sacrée gamine de Michel Boisrond : l’inspecteur Rémy
- 1956 : La Vie est belle de Roger Pierre et Jean-Marc Thibault : un démarcheur joueur de maracas
- 1956 : La Terreur des dames de Jean Boyer : un gendarme
- 1957 : Ça aussi c’est Paris de Maurice Cloche : un reporter (film inédit)
- 1957 : Assassins et Voleurs de Sacha Guitry : Philippe d’Artois
- 1957 : Adorables Démons de Maurice Cloche : Julien Willis Jr
- 1957 : Le Naïf aux quarante enfants de Philippe Agostini : maître Bardine
- 1958 : Porte océane, court-métrage d’Ado Kyrou
- 1958 : Clara et les Méchants de Raoul André : Chanteur
- 1959 : Nina de Jean Boyer : Gérard Dupuy
- 1959 : Oh ! Qué mambo de John Berry : l’inspecteur Sapin
- 1959 : Messieurs les ronds-de-cuir d’Henri Diamant-Berger : René Lahrier
- 1959 : Vous n’avez rien à déclarer ? de Clément Duhour : le comte Robert de Trivelin
- 1960 : Ma femme est une panthère de Raymond Bailly : le docteur Grimberg
- 1960 : La Française et l'Amour, sketch Le Divorce de Christian-Jaque : l'avocat de Michel
- 1961 : Candide ou l'Optimisme au XXe siècle de Norbert Carbonnaux : le premier policier
- 1961 : Auguste de Pierre Chevalier : Georges Flower, l’impresario
- 1962 : C’est pas moi, c’est l’autre de Jean Boyer : Jean Duroc
- 1962 : Les Parisiennes, sketch Antonia de Michel Boisrond : Jean-Pierre
- 1962 : La Gamberge de Norbert Carbonnaux : Vieux
- 1962 : Comment réussir en amour de Michel Boisrond : Bernard Monod
- 1962 : Les Quatre Vérités d’Hervé Bromberger et René Clair, sketch Le Corbeau et le Renard : Renard
- 1963 : La Foire aux cancres de Louis Daquin : M. Collin
- 1963 : Les Vierges de Jean-Pierre Mocky : le banquier Marchaix
- 1963 : Un drôle de paroissien de Jean-Pierre Mocky : Raoul
- 1964 : Les Durs à cuire de Jack Pinoteau : Louis
- 1964 : Jaloux comme un tigre de Darry Cowl : le docteur Raymond
- 1964 : La Grande Frousse ou La Cité de l’indicible peur de Jean-Pierre Mocky : le brigadier Loupiac
- 1965 : Le Petit Monstre de Jean-Paul Sassy : le parrain
- 1965 : Les Baratineurs de Francis Rigaud : André
- 1965 : La Bonne Occase de Michel Drach : Grégoire - également dialoguiste
- 1965 : La Tête du client de Jacques Poitrenaud : Philippe / Monsieur Paul
- 1966 : La Bourse et la Vie de Jean-Pierre Mocky : Lucien Pélépan
- 1967 : Le Grand Bidule de Raoul André : Verdier
- 1967 : Ces messieurs de la famille de Raoul André : Bernard Le Gall
- 1968 : La Grande Lessive (!) de Jean-Pierre Mocky : Jean-Michel Lavalette
- 1969 : Qu'est-ce qui fait courir les crocodiles ? de Jacques Poitrenaud : Gontran
- 1969 : Ces messieurs de la gâchette de Raoul André : Bernard Le Gall
- 1969 : Aux frais de la princesse de Roland Quignon : Santos
- 1970 : Trois hommes sur un cheval de Marcel Moussy : Freddy
- 1970 : Le Mur de l'Atlantique de Marcel Camus : Armand
- 1978 : La Cage aux folles d’Édouard Molinaro - en tant que coscénariste et auteur de la pièce originale
- 1979 : La Gueule de l'autre de Pierre Tchernia : Jean-Louis Constant - également scénariste et coproducteur
- 1980 : Le Dernier Métro de François Truffaut : Jean-Loup Cottins, metteur en scène de théâtre
- 1980 : La Cage aux folles 2 d’Édouard Molinaro - en tant que coscénariste
- 1982 : Que les gros salaires lèvent le doigt ! de Denys Granier-Deferre : André Jœuf
- 1984 : Joyeuses Pâques de Georges Lautner - en tant que coscénariste et auteur de la pièce originale
- 1984 : La Septième Cible de Claude Pinoteau : Jean Michelis, ventriloque
- 1984 : Liberté, Égalité, Choucroute de Jean Yanne : le calife
- 1985 : Poulet au vinaigre de Claude Chabrol : l'inspecteur Lavardin
- 1986 : Inspecteur Lavardin de Claude Chabrol : l'inspecteur Lavardin
- 1986 : Je hais les acteurs de Gérard Krawczyk : Orlando Higgins
- 1987 : Le Miraculé de Jean-Pierre Mocky : Papu
- 1988 : La Petite Amie de Luc Béraud : Martin Morel
- 1988 : Corentin ou les Infortunes conjugales de Jean Marbœuf : l’exorciste
- 1988 : Les Saisons du plaisir de Jean-Pierre Mocky : Bernard Germain
- 1988 : Une nuit à l'Assemblée nationale de Jean-Pierre Mocky : Octave Leroy
- 1990 : Lacenaire de Francis Girod : Allard
- 1991 : Sissi la valse des cœurs (Sissi und der Kaiserkuss) de Christoph Böll : le comte Max de Bavière
- 1992 : Sup de fric de Christian Gion : Cyril Dujardin
- 1992 : Le Zèbre - en tant que réalisateur, adaptateur et dialoguiste

### Télévision

#### Téléfilms
- 1954 : Zamore ou Ça qu'a vu le vent d'est de Marcel L'Herbier
- 1956 : Mon bébé de Marcel Cravenne
- 1957 : L'Habit vert de Robert de Flers et Gaston Arman de Caillavet, mise en scène Marcel Cravenne[6]
- 1959 : La Malle volante de Marcel Cravenne
- 1959 : L'Anglais tel qu'on le parle de Marcel Cravenne
- 1959 : PLM de Guy Lessertisseur
- 1961 : On purge bébé de Marcel Bluwal : M. Follavoine
- 1963 : Les Femmes savantes de Molière, mise en scène Jean Meyer : Trissotin
- 1964 : Teuf-teuf de Georges Folgoas
- 1966 : Palpitations de Marcel Moussy
- 1966 : Les Fables de La Fontaine : Le Corbeau et le Renard d'Hervé Bromberger : Monsieur Renard
- 1967 : La Parisienne de Jean Kerchbron
- 1967 : Au théâtre ce soir : Pour avoir Adrienne de Louis Verneuil, mise en scène Pierre Mondy, réalisation Pierre Sabbagh, théâtre Marigny : le jeune homme
- 1967 : Monsieur Badin de François Chatel
- 1968 : Au théâtre ce soir : La Coquine d'André Roussin, mise en scène Bernard Dhéran, réalisation Pierre Sabbagh, théâtre Marigny
- 1972 : Aujourd'hui à Paris de Pierre Tchernia
- 1974 : Le Ciel de lit de Jeannette Hubert : Michel
- 1979 : Le Canard à l’orange de William Douglas-Home, réalisation André Flédérick (captation) : Hugh Preston
- 1979 : L’Hôtel du libre échange de Guy Seligmann : M. Pinglet
- 1988 : Les Clients de Yannick Andréi
- 1991 : Trois partout de Ray Cooney et Tony Hilton, réalisation André Flédérick (captation)
- 1992 : Rumeurs de Neil Simon, réalisation André Flédérick (captation)

#### Séries télévisées
- 1958-1959 : La Clé des champs de François Chatel - également coscénariste
- 1963 : Treize contes de Maupassant : Deux Amis de Carlo Rim
- 1988 : Les Dossiers de l'inspecteur Lavardin : L'Escargot noir de Claude Chabrol : l’inspecteur Lavardin
- 1989 : Les Dossiers de l'inspecteur Lavardin : Le Diable en ville de Christian de Chalonge : l’inspecteur Lavardin[7]
- 1989 : Les Dossiers de l'inspecteur Lavardin : Maux croisés de Claude Chabrol : l’inspecteur Lavardin
- 1990 : Les Dossiers de l'inspecteur Lavardin : Le Château du pendu de Christian de Chalonge : l'inspecteur Lavardin
- 1991 : Myster Mocky présente : La Méthode Barnol, court métrage de Jean-Pierre Mocky  : M. Hubert

#### Émissions télévisées
- 1963 : La Revue des feuilletons de Pierre Tchernia - également coscénariste
- 1967-1970 : Les Grands Enfants de Georges Folgoas : invité régulier aux côtés de Jacqueline Maillan, Sophie Desmarets, Roger Pierre, Jean-Marc Thibault, Jacques Charon, etc.
- 1975 : Poiret est à vous, émission de variétés d'André Flédérick
- 1975 : L'Entracte : Le théâtre de Tristan Bernard de Georges Folgoas : témoignage

### Discographie
- 1961 : La Vache à mille francs (Jacques Brel - Jean Poiret) / Ma cousine de Calais (Françoise Dorin - Guy Lafarge) / Ah ! Les jolis mots (Françoise Dorin - André Popp) / J’aurais bien mieux fait (Jean Poiret - André Popp), orchestres sous les directions de Pierre Guillermin et Martial Solal - Grand Prix national du disque 1962
- 1974 : Il était une fois l'opérette, revue musicale de Jean Poiret et Dominique Tirmont, avec André Jobin, Caroline Cler, Cathy Albert, Christian Borel, Dominique Tirmont, Éliane Varon, Fanny Gravières, Francis Linel, Françoise Peyrol, Henri Chanaron, Janine Menant, Jean-Claude Calon, Micaël Pieri, Nicole Broissin, Pierrette Delange, direction d'orchestre Jean-Claude Dauzonne - Enregistrement public à Bobino

Avec Michel Serrault
- 1955 : Les Interviews de Jean Poiret et Michel Serrault, vol. 1 : Jerry Scott, vedette internationale
- 1955 : Jean Poiret et Michel Serrault dans leurs interviews, vol. 2 : Stéphane Brineville, prix littéraire
- 1955 : Les Interviews de Jean Poiret et Michel Serrault, vol. 3 : Le Salon de l'homme (1re partie : Hommes à vendre - Épiciers, magistrats généraux, intellectuels) / Le Salon de l'homme (suite et fin : Fonctionnaires, spécimens internationaux et Français moyens) / Si Versailles m'était critiqué (Impressions d'un critique sur le film de M. Sacha Guitry)
- 1955 : Clément de Laprade, explorateur
- 1956 : Les Embarras de Paris
- 1956 : Voyage en Corrèze
- 1957 : Les 45 Tours de monsieur Petit Lagrelèche
- 1958 : Monsieur Petit Lagrelèche, parlementaire
- 1960 : Le Président : Interview du président Auguste Braquillet
- 1960 : Les Antiquaires (avec Jacqueline Maillan)
- 1962 : Permis de conduire
- 1962 : En direct du théâtre de Dix Heures : Le Spécialiste / Monsieur Poton, indépendant
- 1962 : Le Bourgeois gentilhomme de Molière et Jean-Baptiste Lully, avec Arletty (Mme Jourdain), Sophie Desmarets (Nicole), Françoise Dorléac (Lucile), Jacques Fabbri (M. Jourdain), Jean Poiret (maître de musique), Michel Serrault (maître à danser), Henri Virlogeux (maître d'armes), Robert Vattier (maître de philosophie), Jean Raymond (maître tailleur), Jacques Muller (garçon tailleur), Jacques Dacqmine (Dorante), Louis Velle (Cléonte), Henri Salvador (Covielle), Maria Mauban (Dorimène), Denise Benoît et Les Frères Jacques (chant), chorale Philippe Caillard, Collegium musicum de Paris, direction d'orchestre Roland Douatte, réalisation Georges Hacquard
- 1963 : Démarrer au 1/4 de Tour… Auto… Critiques (1re partie) - Microsillon publicitaire Shell
- 1963 : Un moteur qui tourne rond"… Auto… Critiques (2e partie) - Microsillon publicitaire Shell
- 1963 : Une voiture en forme… Auto… Critiques (3e partie) - Microsillon publicitaire Shell
- 1965 : Chansons du film  La Tête du client, avec Francis Blanche, Darry Cowl et Jean Richard
- 1967 : En direct de la Tête de l'art : Gymnastique du corps et de l'esprit par le Professeur Petit Lagrelèche
- 1992 : Radio mémoire - 40 ans de radio (compilation), sketch Poètes à vos luths (1957)
- 2000 : Méga Fou-rire (compilation), sketch Plaies et Bosses